# Martin Hub
Martin Hub (* 9. března 1964[zdroj?] Praha) je český herec a kaskadér. Působí v kaskadérské skupině Filmka.
Poprvé se objevil ve filmu Polní mše v roce 1986. V roce 1992 se objevil v šesti dílech amerického seriálu Mladý Indiana Jones. Poté například ve filmech jako byl Titanic z roku 1997, kde si zahrál otce malého slovenského chlapce, Zachraňte vojína Ryana (1998), kde ztvárnil českého vojáka v německé uniformě, či film xXx, kde se objevil jako Ivan Podrov.

## Filmografie
- 1988 – Piloti – německý voják
- 1993 – Dobrodružství kriminalistiky, 23. díl Volavka
- 1993 – Arabela se vrací aneb Rumburak králem Říše pohádek – džin
- 1994 – Ještě větší blbec, než jsme doufali – Vazba
- 1995 – Střelec – pistolník
- 1995 – Válka barev – ochranka
- 1996 – Výchova dívek v Čechách – Petřík
- 1997 – Titanic – otec slovenského dítěte
- 1998 – Zachraňte vojína Ryana – voják
- 1999 – Byl jednou jeden polda III – Major Maisner a tančící drak – stráž u vrátnice
- 2000 – Gladiátor – bojovník
- 2002 – Waterloo po česku – 3. velitel jednotky
- 2002 – xXx – Ivan
- 2004 – Das Blut der Templer – Vicomt Montville
- 2006 – Kvaska – bachař
- 2007 – Hannibal – Zrození – Lothar
- 2008 – Comeback – žadatel o práci na PÚ
- 2009 – Ramírez – padělatel